# Elias Crespin
Elias Crespin (Caracas, 1965) è un artista venezuelano.
Vive e lavora a Parigi.

## Biografia
Elias Crespin ha studiato informatica a Caracas. Nipote di artisti - sua nonna è l'artista venezuelana di origine tedesca Gertrud Goldschmidt (Gego) e suo nonno Gerd Leufert, pittore e grafico - e figlio di matematici, crea delle sculture in movimento che chiama "elettrocinetiche". Ha cominciato a lavorare alla sua prima scultura nel 2002. L'idea gli è venuta visitando una mostra al Museo di Belle Arti di Caracas, di fronte al Cubo virtual di Jesús Rafael Soto: osservandolo inizia a riflettere sulla soluzione informatica e meccanica che potrebbe farlo muovere nello spazio.
Lavora alla sua prima opera sperimentale a partire dalle sue precedenti ricerche in programmazione informatica. Due anni dopo, Malla Electrocinética I è terminata. Inizia a lavorare su altre sculture e partecipa subito a delle mostre collettive in Venezuela. La sua prima personale si tiene al Canal Centro Producción Cultural di Caracas, nel 2006.
Nel 2008 si trasferisce a Parigi, dove incontra Carlos Cruz-Diez, uno dei più importanti artisti viventi venezuelani e residente a Parigi, che lo incoraggia e lo esorta a continuare a lavorare senza distrazioni. Proprio le ricerche attorno al colore di Cruz-Diez lo ispirano e inizia a inserire nelle sue sculture degli elementi di plexiglas colorati. Le sue sculture sono oggi presenti nelle collezioni di istituzioni internazionali importanti come il Museum of Fine Arts (Houston), El Museo del Barrio (New York), il Museo de Arte Latino Americano (Buenos Aires) e il Museo Nacional de Bellas Artes (Buenos Aires) e vengono esposte nel mondo intero. Le sue opere vengono presentate alla galleria Denise René a Parigi e alla galleria Cecilia de Torres Ltd. a New York.

## Opere
Le sue sculture "elettrocinetiche" sono composte da figure geometriche semplici e da numerosi elementi: triangoli, quadrati, cerchi, linee che fluttuano nello spazio sospesi a dei fili di nylon e disegnano lentamente dei movimenti simili a una danza, grazie ad una programmazione informatica che traduce delle formule matematiche in movimento. Il movimento congiunto degli elementi compone la coreografia, la forma in continuo cambiamento dell'opera: la scultura si trasforma poco a poco, attraversa degli istanti di caos per ritornare poi a fluttuare armoniosamente.
L'illuminazione costituisce spesso un elemento aggiuntivo, l'ombra proiettata crea degli effetti di sdoppiamento dell'opera. La "texture" ne fa anche parte integrante, l'artista utilizza infatti i materiali più diversi: plexiglas, alluminio, acciaio inossidabile, rame e gioca anche col colore.
La sua opera Circuconcéntricos Trasparente del 2013 è esposta all'interno della mostra Dynamo. Un secolo di luce e movimento nell'arte. 1913-2013 al Grand Palais a Parigi dal 10 aprile al 22 luglio 2013, mostra dedicata alla storia dell'arte che si è concentrata sullo studio della luce e del movimento.

## Mostre
Personali:
- Electrocinéticas, Canal Centro de Producción Cultural, Caracas, Venezuela (2006)
- Hiperficies, Ars Longa, Parigi, Francia (2010)
- Visionary Collection Vol. 14. Elias Crespin Electrokinetics, Museum Haus Konstruktiv, Zurigo, Svizzera (2011)
- Elias Crespin. Parallels, Cecilia de Torres, Ltd., New York, NY, USA (2012)
- Et Op ! Elias Crespin, Musée en Herbe, Parigi, Francia (2012)
- Elias Crespin. Temps suspendu, Galerie de la Marine, Nizza, Francia (2014)

Collettive:
- Life Forms, Kinetica Museum, Londra, Inghilterra (2006)
- Writings, Cecilia de Torres Ltd., New York, NY, USA (2009)
- North Looks South, Museum of Fine Arts, Houston, TX, USA (2009)
- Once Tipos del Once, Fundación Sala Mendoza, Caracas, Venezuela (2011)
- Cosmopolitan Routes, The Museum of Fine Arts, Houston, TX, USA (2011)
- Turbulences, Espace Culturel Louis Vuitton, Parigi, Francia (2012)
- Constructed Dialogues: Concrete, Geometric, and Kinetic Art from the Latin American Art Collection, The Museum of Fine Arts, Houston, TX, USA (2012)
- Hommage à Denise René, Galerie Denise René, Parigi, Francia (2012)
- Diálogos Contemporáneos desde la Collección, Museo de Arte Contemporáneo, Caracas, Venezuela (2012)
- Turbulences II, Villa Empain – Fondation Boghossian, Bruxelles, Belgio (2013)
- Voyages Intérieurs, Maison Particulière, Bruxelles, Belgio (2013)
- Des gestes de la pensée, La Verrière Fondation d'entreprise Hermès, Bruxelles, Belgio (2013)
- Art cinétique, art numérique, Galerie Denise René Espace Marais, Parigi, Francia (2013)
- Cinetik !, Fundació Stämpfli, Sitges, Spagna (2013)
- Dynamo. Un siècle de lumière et de mouvement dans l'art. 1913-2013, Grand Palais, Parigi, Francia (2013)
- Mouvements et lumières, Centre d'art contemporain Frank Popper, Marcigny, Francia (2013)
- Homage to Denise René, Espace-Expression, Miami, FL, USA (2013)
- Drawing in Space, Galleria Monica de Cardenas, Zuoz, Svizzera (2014)
- Structures de l'invisible, Galerija Klovicevi dvori, Zagreb, Croazia - Fondation Vasarely, Aix-en-Provence, Francia (2014)
- Horizon nécessaire, museo itinerante in Ile-de-France (2014)

## Collezioni pubbliche
- The Museum of Fine Arts, Houston, TX, USA
- El Museo del Barrio, New York, NY, UAS
- Collection Ella Fontanals-Cisneros, Miami, FL, USA
- Museo de Arte Latinoamericano de Buenos Aires, Argentina
- Museo Nacional de Bellas Artes, Buenos Aires, Argentina

## Premi
2005
« Premio Armando Reverón » au 61 Salón Arturo Michelena, Ateneo de Valencia, Valencia, Venezuela
2004
« Artist's Choice Award » à ArtBots 2005, Saints Michael and John's Church, Dublino, Irlanda